# Doraemon y el tren del tiempo
Doraemon y el tren del tiempo (ドラえもん のび太と銀河超特急 en japonés, Doraemon Nobita to ginga chō tokkyū) es una película de Doraemon estrenada el 2 de marzo de 1996 en Japón en los cines, y el 14 de octubre de 2003 en España en VHS y DVD. Era la primera película de Doraemon por ser dibujado digitalmente. La película es un homenaje al Galaxy Express 999 de Leji Matsumoto.

## Sinopsis
En el parque donde normalmente se encuentran, Suneo invita a sus amigos a su viaje al Tren Misterioso. Nobita parece estar muy preocupada ya que Doraemon ha estado desaparecida por unos días. Nobita regresa a casa para ver que Doraemon está de vuelta. Doraemon explica que había adquirido boletos para un tren expreso galáctico a partir del siglo 22. El destino del tren y el tiempo de viaje son desconocidos. Después de que Nobita expresa su preocupación por faltar a la escuela, Doremon le asegura que abordará el tren y regresará el mismo día.
Al día siguiente, Nobita le dice que invita a sus amigos al tren del tiempo. Gian y Shizuka están de acuerdo, excepto Suneo, que quiere que se unan a él. Aunque vacilante al principio, él también se une a ellos. El tren tiene 120 vagones aunque 8 son visibles desde el exterior. Cada carro tiene 5 habitaciones. Nobita y sus amigos se quedan en el carro número 7. Una vez que el tren llega a su planeta de destino, los vagones se separan. Los amigos se dispersan en diferentes planetas de juego y disfrutan. Nobita y Doraemon disfrutan de las lecciones de tiro, mientras que Gian y Suneo enfrentan la miseria al aprender técnicas Ninja.
Mientras tanto, una fuerza maligna, llamada los Parasit, planea tomar control de los humanos convirtiéndolos en parásitos. Unos días más tarde, se informa del primer caso de parásitos cuando los robot-dinosaurios en el planeta comienzan a actuar de manera extraña. Deciden informarlo al Centro de Control en el Planeta Principal. Nobita y sus amigos descubren que sale algo de humo del Centro de Control Principal. Cuando Gian y Suneo están en el centro de control principal, investigando qué sucedió, Suneo es capturado por los parásitos y se convierte en Parasit 009.
Parasit 009 engaña a sus amigos para encerrarlos luego de que Parasit 007 revela que Parasit está listo para conquistar la galaxia. Después, el grupo se va, el capitán del tren revive a Suneo. El capitán decide tomar el tren a otro planeta por seguridad, sin embargo, el tren se colapsa en ruta en un planeta abandonado. En el planeta, el capitán encuentra un mapa electrónico de la cueva que Gian luego sigue para explorar las cuevas, pero termina perdiéndose junto con dos futuros hijos.
Shizuka encuentra un arma anti-Parasit que usan en Suneo. También reubican a Gian a través de sus huellas y logran sacar el tren de la montaña. Gian también encuentra un tren que Doraemon conecta con el tren del tiempo. Cuando se están preparando para irse, la fuerza de Parasit los encuentra y los ataca. Un enorme robot Parasit ataca al grupo, pero luchan y derrotan a toda la fuerza que huye de todas las personas del virus y el presidente agradece al grupo. Nobita y sus amigos se despiden del planeta.Los futuros niños se reconcilian con Nobita y su grupo. Los amigos se ríen y llega su planeta. El conductor les agradece por venir y les pide que vengan más tarde cuando lo deseen en el tren del tiempo.

## Voces y doblaje
| Personaje                  | Voz original (1996) | Doblaje castellano (2003)                                       |
| -------------------------- | ------------------- | --------------------------------------------------------------- |
| Doraemon                   | Nobuyo Oyama        | Eduard Itchart                                                  |
| Nobita Nobi                | Noriko Ohara        | Assumpta Navascués                                              |
| Shizuka Minamoto           | Michiko Nomura      | Olga Supervía                                                   |
| Takeshi "Gian" Goda        | Kazuya Tatekabe     | Nacho De Porrata                                                |
| Suneo Honekawa             | Kaneta Kimotsuki    | Noemí Bayarri                                                   |
| Tamako Nobi                | Sachiko Chijimatsu  | Mayte Supervía                                                  |
| Bom                        | Kaneto Shiozawa     | Ramón Rocabayera                                                |
| Revisor                    | Kazue Ikura         | Adriana Jiménez                                                 |
| Jane                       | Sakura Tange        | Rosa Moyano                                                     |
| Aston                      | Mitsuaki Madono     | Enrique Hernández                                               |
| Don                        | Junichi Sugawara    | Francesc Rocamora                                               |
| Guía de Dreamersland       | Yuri Amano          | Julia Chalmeta                                                  |
| Emperador Parasit          | Kenji Utsumi        | Vicente Gil                                                     |
| Gerente Tierra Dinosaurios | Toshiyuki Morikawa  | Toni Mora                                                       |
| Director de Dreamersland   | Ryoichi Tanaka      | Vicente Gil                                                     |
| Narración de la proyección | Hiroko Emori        | Marta Estrada                                                   |
| Maestro de los ninjas      | Koichi Kitamura     | Vicente Gil                                                     |
| Pistolero                  | Toshiharu Sakurai   | Tasio Alonso                                                    |
| Príncipe                   | Masami Kikuchi      | Toni Mora                                                       |
| Voces adicionales          | (desconocido)       | Tasio Alonso Julia Chalmeta Marta Estrada Vicente Gil Toni Mora |